# 山口史乃
山口 史乃（やまぐち ふみの、1997年5月23日 - ）は、日本の女子バスケットボール選手である。ポジションはシューティングガード。。

## 来歴
静岡県出身。
浜松開誠館高校から中部大に進学。
卒業後はAC播磨イーグレッツに加入。チームは姫路イーグレッツとなり2022年よりWリーグに参入。
2023年退団。